# Małżeństwo doskonałe
Małżeństwo doskonałe – polski telewizyjny program rozrywkowy, mający charakter turnieju, emitowany w TVP od jesieni 1967 roku. Scenarzystami byli Jacek Fedorowicz i Jerzy Gruza. Prowadzącym był Jacek Fedorowicz, a reżyserii podjął się Jerzy Gruza. Emitowany był na żywo, z sali Teatru STS.
W jednym z odcinków drugiego sezonu "Małżeństwa doskonałego", obu twórcom programu wręczone zostały uroczyście "Złote Ekrany" w uznaniu zasług w tworzeniu nowej jakości telewizyjnej rozrywki.

## Pierwszy sezon

### Zasady programu
Głównym motywem "Małżeństwa doskonałego" było współzawodnictwo trzyosobowych drużyn (małżeństwo i "ten trzeci") w pokazywaniu na migi zadanych przez prowadzącego haseł (jedna osoba pokazywała, dwie zgadują). Była to drużynowa wersja popularnej wówczas gry zwanej ambasadorem. Czas na pokazanie hasła wynosił 4 minuty.
Współzawodnictwo przeplatane było występami aktorów, tancerzy, piosenkami oraz innymi atrakcjami. Np. na gorąco, w trakcie programu powstawał tekst piosenki oparty na pierwszym odgadywanym haśle; w ten sposób teksty pisali m.in. Agnieszka Osiecka, Wojciech Młynarski, Roman Sadowski, w jednym z programów muzykę do piosenki od razu skomponował Janusz Sent.
Dla publiczności wprowadzono totalizatora: sala typowała zwycięzców zawodów, a stawką były rozmaite fanty (krawat, grzebień), można było "postawić" współmałżonka, w jednym z programów Jacek Fedorowicz założył się o przeniesienie "na barana".

### Przebieg rozgrywek
Zmagania oceniał czteroosobowy zespół sędziowski. W pierwszym programie z cyklu, wprowadzającym do zabawy, wystąpiły drużyny złożone ze znajomych twórców programu, w kolejnych już zwycięzcy eliminacji przeprowadzonych wśród zgłaszających się do telewizji. Pierwsza edycja "Małżeństwa doskonałego" liczyła, oprócz odcinka wprowadzającego, 5 programów. W piątym, Finale Finałów, rywalizowały 4 drużyny, które wygrały poprzednie programy. Stawką ich zmagań był Puchar Prezesa. Puchar zdobył zespół: małżeństwo Brońków i Zbigniew Zdasień (z Krakowa), pokazując hasło "Nowoczesna świekra entuzjastką fachowości" w niespełna 3 minuty. Jacek Fedorowicz wspomina, że zwycięska drużyna potrafiła odgadnąć każde hasło złożone z najtrudniejszych słów i to w piekielnym tempie. Doszło do tego, że telewidzowie podejrzewali ich, że posługują się alfabetem głuchoniemych i musieliśmy zaprosić na program eksperta, aby zdementować te pogłoski. W Finale Finałów wskutek zamieszania na scenie okazały Puchar Prezesa został przez nieuwagę stłuczony – co było kolejnym żartem autorów programu z publiczności na sali i widzów przed telewizorami. "Dubler" Pucharu został od razu wręczony zaskoczonym jak wszyscy zwycięzcom.

## Drugi sezon

### Zmiana reguł
Jesienią 1968 roku wystartowała druga edycja "Małżeństwa doskonałego". Zmieniono reguły zabawy: zamiast ambasadora drużynom zaproponowano nową konkurencję sportową, tzw. Wielobój Małżeński. Na wielobój składały się konkurencje promujące zgodność charakterów, znajomość biografii i przyzwyczajeń małżonków, lub dopuszczonych do rywalizacji par narzeczeńskich. Zwycięzcy programów, w zależności od wyniku otrzymywali "Zezwolenie na ślub", "Nakaz wytrwania w małżeństwie" itp. dokumenty o żartobliwej treści.
Zmagania nadal oceniał czteroosobowy zespół sędziowski, personalnie ten sam co w pierwszej edycji. Przerywnikami zawodów były stare szlagiery w nowym opracowaniu śpiewane przez Piotra Szczepanika, piosenki Bohdana Łazuki oraz m.in. "Poradnia przedmałżeńska", w której jako eksperci zasiadali Jerzy Ofierski, Janusz Osęka, Jeremi Przybora i Marian Załucki.

### Prezes
W każdym programie walczono o inną nagrodę, zawsze mającą coś wspólnego z postacią Prezesa: Palmę Prezesa, Fotel, Nalewkę, a nawet Wycisk, bo, jak wspomina Jacek Fedorowicz, Prezes dał nam wycisk za uprowadzenie mu fotela z mieszkania. W dziewiątym odcinku ujawniono, że mitycznym Prezesem jest ówczesny prezes telewizji Włodzimierz Sokorski. Na scenę wniesiono dzwoniący telefon, a dzięki temu że prowadzący przytknął słuchawkę telefonu do swojego mikrofonu, zawodnicy, publiczność i widzowie usłyszeli, jak Sokorski strofuje Fedorowicza słowami Zauważyłem brak ulubionego fotela, po waszej ostatniej wizycie, kiedy we środę sprzątaliście u mnie z panem Gruzą. Nagranie było żartem, a za Sokorskiego głos podłożył aktor Andrzej Stockinger, którego talent do imitacji głosów był wykorzystywany m.in. w telewizyjnych szopkach noworocznych.

### Przebieg rozgrywek
Drugi sezon "Małżeństwa" liczył 12 odcinków. W dziesiątym programie nagrodą była Szafa Prezesa. Odcinek ten zakłóciło wejście na scenę mężczyzny twierdzącego, że ma nakaz kwaterunkowy na zajęcie szafy w charakterze M-2. Mężczyzna, przez cierpliwego prowadzącego nazwany pojednawczo Sąsiadem, przez trzy odcinki prowadził na oczach widowni swoje życie prywatne: rozmawiał przez telefon, jadł, czytał, urządził wesele (zakłócając przebieg jedenastego odcinka), a w końcu – rozwiódł się, gdy jego żona odeszła z innym. W tym żarcie role zagrali Łazuka i Barbara Młynarska, jako małżeństwo, Tadeusz Pluciński, jako ten trzeci i Jan Kociniak, jako dziecko z pierwszego małżeństwa. Rozwód pary zakończył drugi cykl "Małżeństwa".

## Zakończenie programu
Po wakacjach 1969 roku autorzy postanowili zupełnie zmienić formułę programu i w konsekwencji także tytuł – nowy program nazywał się "Kariera", brały w nim udział osoby, które chciały zmienić zawód. "Kariera" miała pomóc spełniać marzenia o zawodzie marynarza, stewardesy czy kucharza. Na scenie odbywały się konkursy badające, niekoniecznie w tonacji serio, predyspozycje zawodowe uczestników. W "Karierze" nadal brali udział aktorzy i piosenkarze, grupa taneczna i zespół muzyczny. Drugi cykl "Kariery" opierał się już głównie na prezentowanych wywiadach z osobami, które decydują o zatrudnieniu w różnych instytucjach, przedstawicielami wymarzonej przez zawodnika profesji itp.
Po "Karierze" Fedorowicz i Gruza realizowali jeszcze wspólnie program "Runda".